# Lista de deputados estaduais do Rio de Janeiro da 6.ª legislatura
Esta é a lista de deputados estaduais do Rio de Janeiro eleitos para a legislatura 1995–1999.

## Composição das bancadas
| Partido | Líder                       | Bancada | Posição      |
| ------- | --------------------------- | ------- | ------------ |
| PSDB    | Roberto Dinamite            | 14 / 70 | Governo      |
| PDT     | Jorge Nascimento            | 12 / 70 | Oposição     |
| PMDB    | Eraldo Macedo               | 7 / 70  | Oposição     |
| PPR     | Bernard Rajzman             | 6 / 70  | Governo      |
| PT      | Marcelo Dias                | 5 / 70  | Oposição     |
| PP      | Paulo César Graça e Paz     | 4 / 70  | Governo      |
| PL      | Ricardo Gaspar              | 4 / 70  | Governo      |
| PSB     | Antônio Francisco Neto      | 3 / 70  | Oposição     |
| PSC     | Washington Reis             | 3 / 70  | Independente |
| PFL     | Luiz Antônio Dantas Ribeiro | 2 / 70  | Governo      |
| PMN     | Miriam Reid                 | 2 / 70  | Oposição     |
| PTB     | Jarbas Stelmann             | 2 / 70  | Independente |
| PRONA   | Blandino Amaral             | 2 / 70  | Oposição     |
| PSD     | Núbia Cozzolino             | 1 / 70  | Governo      |
| PCdoB   | Edmilson Valentim           | 1 / 70  | Oposição     |
| PPS     | Lúcia Souto                 | 1 / 70  | Oposição     |
| PV      | Solange Amaral              | 1 / 70  | Oposição     |

## Deputados Estaduais
No Rio de Janeiro foram eleitos setenta (70) deputados estaduais.
| Número | Deputados estaduais eleitos | Partido | Votação | Percentual | Cidade onde nasceu          | Unidade federativa  |
| 45277  | Sérgio Cabral Filho         | PSDB    | 124.997 | 2,47%      | Rio de Janeiro              | Rio de Janeiro      |
| 45210  | Roberto Dinamite            | PSDB    | 52.323  | 1,04%      | Duque de Caxias             | Rio de Janeiro      |
| 15112  | Eraldo Macedo               | PMDB    | 45.806  | 0,91%      | Rio de Janeiro              | Rio de Janeiro      |
| 39123  | Paulo César Graça e Paz     | PP      | 44.024  | 0,87%      | Mesquita                    | Rio de Janeiro      |
| 12234  | Jorge Santos do Nascimento  | PDT     | 43.642  | 0,86%      | Queimados                   | Rio de Janeiro      |
| 11120  | Aloísio de Castro           | PPR     | 42.606  | 0,84%      | Rio de Janeiro              | Rio de Janeiro      |
| 13170  | Carlos Minc                 | PT      | 41.707  | 0,83%      | Rio de Janeiro              | Rio de Janeiro      |
| 45123  | Marco Antonio Alencar       | PSDB    | 38.610  | 0,76%      | Rio de Janeiro              | Rio de Janeiro      |
| 15223  | Albano Reis                 | PMDB    | 36.926  | 0,73%      | Rio de Janeiro              | Rio de Janeiro      |
| 45205  | José Camilo Zito            | PSDB    | 34.373  | 0,68%      | Paulista                    | Pernambuco          |
| 12241  | Graça Matos                 | PDT     | 33.427  | 0,66%      | Mimoso do Sul               | Espírito Santo      |
| 12159  | Jorge Picciani              | PDT     | 31.192  | 0,62%      | Rio de Janeiro              | Rio de Janeiro      |
| 15134  | Délio Cesar Leal            | PMDB    | 30.269  | 0,60%      | Paracambi                   | Rio de Janeiro      |
| 22122  | Ricardo Gaspar              | PL      | 28.069  | 0,56%      | Belford Roxo                | Rio de Janeiro      |
| 12228  | Lêda Moreira                | PDT     | 27.005  | 0,53%      | Nova Friburgo               | Rio de Janeiro      |
| 12288  | Pedro Fernandes             | PDT     | 26.973  | 0,53%      | Parelhas                    | Rio Grande do Norte |
| 40130  | Antônio Francisco Neto      | PSB     | 26.723  | 0,53%      | Volta Redonda               | Rio de Janeiro      |
| 15153  | Átila Nunes                 | PMDB    | 26.427  | 0,52%      | Rio de Janeiro              | Rio de Janeiro      |
| 12266  | Walney Rocha                | PDT     | 25.424  | 0,50%      | Nova Iguaçu                 | Rio de Janeiro      |
| 12251  | Maria Aparecida Bresciani   | PDT     | 25.103  | 0,50%      | Rio das Ostras              | Rio de Janeiro      |
| 11158  | Hairson Monteiro            | PPR     | 24.381  | 0,48%      | Itaboraí                    | Rio de Janeiro      |
| 25149  | Luiz Antonio Dantas Ribeiro | PFL     | 23.848  | 0,47%      | Teresópolis                 | Rio de Janeiro      |
| 41222  | Núbia Cozzolino             | PSD     | 23.803  | 0,47%      | Magé                        | Rio de Janeiro      |
| 45234  | Eider Dantas                | PSDB    | 23.774  | 0,47%      | Natal                       | Rio Grande do Norte |
| 45190  | Nelson Gonçalves            | PSDB    | 23.722  | 0,47%      | Marília                     | São Paulo           |
| 40102  | Eduardo Meohas              | PSB     | 23.418  | 0,46%      | Resende                     | Rio de Janeiro      |
| 45270  | Sérgio Alberto Soares       | PSDB    | 23.324  | 0,46%      | Itaboraí                    | Rio de Janeiro      |
| 11111  | Bernard Rajzman             | PPR     | 23.316  | 0,46%      | Rio de Janeiro              | Rio de Janeiro      |
| 22107  | Renato de Jesus             | PL      | 23.138  | 0,46%      | Rio de Janeiro              | Rio de Janeiro      |
| 15130  | Iédio Rosa                  | PMDB    | 22.500  | 0,45%      | São Pedro da Aldeia         | Rio de Janeiro      |
| 12120  | Antônio Duarte Filho        | PDT     | 22.040  | 0,44%      | Duque de Caxias             | Rio de Janeiro      |
| 15165  | José Graciosa               | PMDB    | 21.654  | 0,43%      | Valença                     | Rio de Janeiro      |
| 22123  | Renato do Posto             | PL      | 21.598  | 0,43%      | Guapimirim                  | Rio de Janeiro      |
| 45106  | Luiz Fernando Duarte Corrêa | PSDB    | 21.310  | 0,42%      | Rio de Janeiro              | Rio de Janeiro      |
| 25103  | Magaly Machado              | PFL     | 20.951  | 0,41%      | Duque de Caxias             | Rio de Janeiro      |
| 12246  | Roberto do Nascimento       | PDT     | 20.951  | 0,41%      | Rio de Janeiro              | Rio de Janeiro      |
| 11198  | Farid Abrahão David         | PPR     | 20.855  | 0,41%      | Nilópolis                   | Rio de Janeiro      |
| 39172  | Rubens Tavares Filho        | PP      | 20.695  | 0,41%      | Rio de Janeiro              | Rio de Janeiro      |
| 65666  | Edmilson Valentim           | PC DO B | 20.679  | 0,41%      | Rio de Janeiro              | Rio de Janeiro      |
| 39151  | Cory Pillar Filho           | PP      | 20.454  | 0,40%      | Itaperuna                   | Rio de Janeiro      |
| 11233  | Sivuca                      | PPR     | 20.192  | 0,40%      | Valença                     | Bahia               |
| 15133  | José Cláudio                | PMDB    | 20.044  | 0,40%      | Teresópolis                 | Rio de Janeiro      |
| 13231  | Tânia Rodrigues             | PT      | 20.038  | 0,40%      | Niterói                     | Rio de Janeiro      |
| 12212  | Alice Tamborindeguy         | PDT     | 19.922  | 0,39%      | Rio de Janeiro              | Rio de Janeiro      |
| 33338  | Miriam Reid                 | PMN     | 19.825  | 0,39%      | Macaé                       | Rio de Janeiro      |
| 45120  | Aparecida Gama              | PSDB    | 19.668  | 0,39%      | Rio de Janeiro              | Rio de Janeiro      |
| 45140  | Alair Corrêa                | PSDB    | 19.274  | 0,38%      | Cabo Frio                   | Rio de Janeiro      |
| 12285  | Luiz Novaes                 | PDT     | 18.017  | 0,36%      | Nova Iguaçu                 | Rio de Janeiro      |
| 22150  | Márcio Arruda               | PL      | 16.878  | 0,33%      | Petrópolis                  | Rio de Janeiro      |
| 11102  | José de Amorim Pereira      | PPR     | 16.622  | 0,33%      | São João de Meriti          | Rio de Janeiro      |
| 12220  | Tânia Mussi                 | PDT     | 16.357  | 0,32%      | Casimiro de Abreu           | Rio de Janeiro      |
| 13122  | Neirobis Nagae              | PT      | 16.104  | 0,32%      | Barra do Piraí              | Rio de Janeiro      |
| 45113  | Fernando Pinto              | PSDB    | 15.837  | 0,31%      | Seropédica                  | Rio de Janeiro      |
| 45155  | Ivanir de Mello             | PSDB    | 15.743  | 0,31%      | Rio de Janeiro              | Rio de Janeiro      |
| 40190  | Cosme Salles                | PSB     | 15.544  | 0,31%      | São Gonçalo                 | Rio de Janeiro      |
| 14144  | Décio Peçanha               | PTB     | 14.817  | 0,29%      | Campos dos Goytacazes       | Rio de Janeiro      |
| 20105  | Renato Cozzolino            | PSC     | 14.811  | 0,29%      | Magé                        | Rio de Janeiro      |
| 20101  | Almir Rangel                | PSC     | 14.778  | 0,29%      | Rio de Janeiro              | Rio de Janeiro      |
| 45149  | José Antônio Barbosa Lemos  | PSDB    | 14.750  | 0,29%      | São Francisco de Itabapoana | Rio de Janeiro      |
| 45252  | Leandro Sampaio             | PSDB    | 14.517  | 0,29%      | Petrópolis                  | Rio de Janeiro      |
| 39159  | André Luiz                  | PP      | 14.494  | 0,29%      | Rio de Janeiro              | Rio de Janeiro      |
| 13118  | Heloneida Studart           | PT      | 14.244  | 0,28%      | Fortaleza                   | Ceará               |
| 23123  | Lúcia Souto                 | PPS     | 14.234  | 0,28%      | Rio de Janeiro              | Rio de Janeiro      |
| 43122  | Solange Amaral              | PV      | 13.792  | 0,27%      | Rio de Janeiro              | Rio de Janeiro      |
| 14222  | Jarbas Stelmann             | PTB     | 13.519  | 0,27%      | Paraíba do Sul              | Rio de Janeiro      |
| 20136  | Washington Reis             | PSC     | 13.291  | 0,26%      | Duque de Caxias             | Rio de Janeiro      |
| 13133  | Marcelo Dias                | PT      | 11.793  | 0,23%      | Rio de Janeiro              | Rio de Janeiro      |
| 33307  | José Carlos Soares          | PMN     | 11.416  | 0,23%      | Maricá                      | Rio de Janeiro      |
| 56215  | Blandino Amaral             | PRONA   | 8.897   | 0,18%      | Rio de Janeiro              | Rio de Janeiro      |
| 56166  | João Peixoto                | PRONA   | 7.851   | 0,16%      | Campos dos Goytacazes       | Rio de Janeiro      |